# 1992 FNS歌謡祭
『1992 FNS歌謡祭』（1992 エフエヌエスかようさい）は、フジテレビ系列で1992年12月8日19:00 - 21:54（JST）に生放送された通算21回目の『FNS歌謡祭』。

## 概要
- 引き続き、会場がグランドプリンスホテル新高輪「飛天」にて生放送。

## 出演者

### 司会
- 露木茂（当時：フジテレビアナウンサー）
- 楠田枝里子

### 出演アーティスト
- 小野正利
- 工藤静香
- 香西かおり
- 鈴木雅之
- ZOO
- チェッカーズ
- CHAGE&ASKA
- TUBE
- DREAMS COME TRUE
- とんねるず
- 中島みゆき
- 中山美穂&WANDS
- 平松愛理
- 藤あや子
- 松田聖子
- 観月ありさ

太字は当年のNHK『第43回NHK紅白歌合戦』にも出場した歌手である。

## スタッフ
- 制作：石田弘
- 構成：玉井貴代志／高須晶子
- 音楽：広瀬健次郎
- 美術制作：石鍋伸一朗
- デザイン：越野幸栄
- 美術進行：伊藤則緒
- 大道具：山本悌睦
- アートフレーム：佐藤信広
- 電飾：渡辺信一
- 視覚効果：渡部宏一
- アクリル装飾：阿久津征浩
- フラワーアート：長崎由利子
- 衣裳：萱田典弘
- 楽器：佐野武史
- メイク：興山洋子
- タイトル：山形憲一
- スタイリスト：梅原ひさ江
- 技術：佐藤五十一
- カメラ：加藤文也
- 音声：柴田賢司
- 映像：西野健二
- 照明：谷川富也／植松晃一、三浦雅哉（FLT）
- PA：和田俊一（共立）
- バリライト：笹谷敦（バリライトアジア）
- レーザー：ランダムエレクトロニクスデザイン
- 16面マルチ：丸山明道（MCJ）
- カムリモート：ダブルビジョン
- クレーン：明光
- 技術協力：共同テレビジョン、ダブルビジョン、八峯テレビ、VIC
- 音響効果：川嶋明則（OCBプロ）
- VTR編集：秋葉武弘（IMAGICA）
- CGタイトル：平正昭（リンクス）
- 広報：山本政己
- TK：土田芳美、舟岡由紀
- 鳥取中継
  - 制作協力：山陰中央テレビ
  - ディレクター：深瀬雄介
- 福岡中継
  - 制作協力：テレビ西日本
  - ディレクター：小西康弘
- 中島みゆき
  - 演出：堀田明宏
- CHAGE&ASKA
  - 制作：FCI TV PRODUCTIONS IN LONDON
  - 演出：上原徹
- DREAMS COME TRUE
  - 演出：清水淳司、山田洋久
  - 撮影協力：東京ドームプリズムホール
- フジテレビ第1スタジオ
  - 技術：高橋友男
  - ディレクター：小杉雅博
- ディレクター：川口哲生
- 演出：大前一彦
- 総合演出・プロデューサー：井上信吾
- 協力：グランドプリンスホテル新高輪
- 制作：フジテレビ第二制作部
- 制作著作：フジテレビ